# 管玉音
管玉音（？—？），字振之，南直隶苏州府長洲縣人。

## 生平
与文震孟、姚希孟俱《春秋》名家。天啓四年（1624年）甲子科应天乡试举人，天啓五年（1625年）乙丑科進士，历工部营缮司郎中，督造明德陵，殚心节费。崇祯二年己巳冬，京师戒严，议造城上箭帘，大珰欲为破冒，本部尚书张凤翔特荐玉音任之，不日完工，省费钜万，璫衔之，蜚语中伤，廷杖归，养病数年卒。
邑诸生管定，字子静，工部郎中玉音犹子也。少年负才，顺治丁亥，上海诸生钦浩通款舟山，疏吴中忠义士二十三，以崇祯癸未進士劉曙（字公旦）为首，曙实不识钦，其书为清军游骑所获，巡抚土國寶密令知府吴崇宗掩捕书中诸人，管定亦以名在录中被执，与曙同日死。郑敷教为作传。
墓在伏龙山。